# شراكة حربية

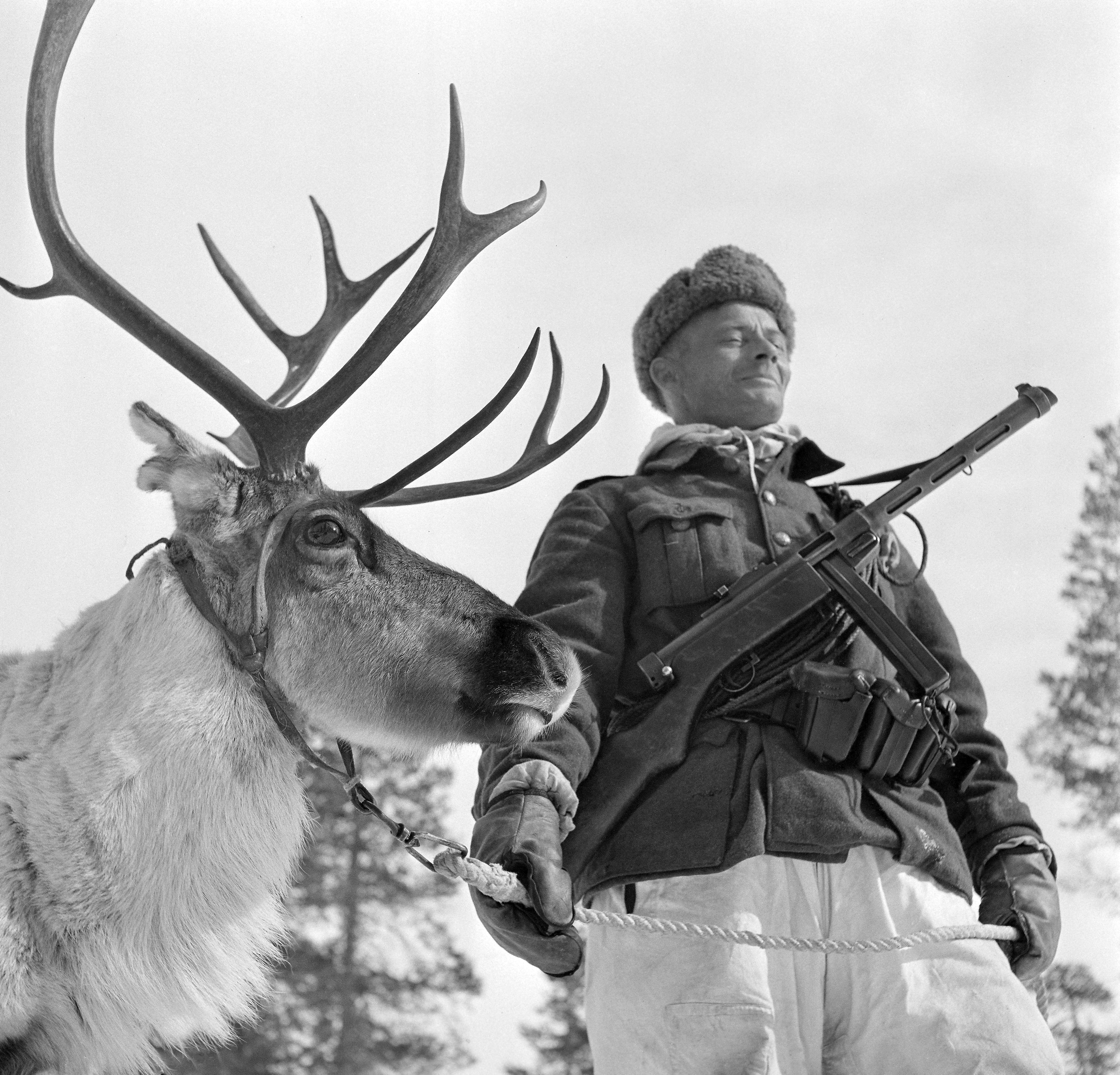

شراكة الحرب أو الشراكة الحربية هو تعاون عدة دول في شن حرب ضد عدو مشترك دون وجود أي شكل من أشكال التحالف العسكري بين الدول المشاركة في العدوان، ويُعتبر مصطلح الشراكة الحربية من المصطلحات العامة المُستخدمة في وصف التعاون العسكري بين الدول الحليفة أثناء الحرب، بحيث تقوم القوات المتحالفة بدعم بعضها البعض لوجيستياً، علاوة على تبادل المعلومات الاستخباراتية وتحقيق قدر من التنسيق خلال العمليات العسكرية المتعددة أثناء الحرب، ومع ذلك عادة ما تختلف الأهداف السياسية والاستراتيجية لكل من القرات المتحالفة.
ويختلف وصف الشراكة الحربية عن الحلف في أن الأول يضم عناصر متباعدة سياسيًا، أو ثقافيًا، أو دينيًا، أو فكريًا، ولا يجمعها سوى العدو المشترك، في حين يضم الحلف عناصر أكثر قربًا وانسجامًا من سابقتها.

## أمثلة

### تعاون الحلفاء مع قوى معادية سابقة
استُخدم مصطلح الشراكة الحربية لأول مرة خلال المراحل المُتأخرة من الحرب العامية الثانية فيما بين عامي 1943 و1945 لتوصيف الوضع العسكري للحلفاء السابقين لألمانيا، وبخاصة إيطاليا، ثم رومانيا وبلغاريا والمجر وفنلندا عام 1944 بعدما انضموا جميعهم لصفوف الحلفاء وأعلنوا الحرب على ألمانيا.

### تعاون فنلندا مع ألمانيا النازية خلال الحرب العالمية الثانية
استخدمت فنلندا مصطلح الشراكة الحربية لتوصيف وضعها العسكري أثناء الحرب العالمية الثانية في إطار تعاونها مع ألمانيا خلال حرب الاستمرار ، إلا أن الأخير فيما بين عامي 1941 و1944، وهي الحرب التي نشبت جراء اجتياح القوات الألمانية للأراضي السوفيتية في إطار عملية بارباروسا، حيث اتخذ الطرفان؛ الألماني والفنلندي؛ الاتحاد السوفيتي عدواً مشتركاً، على الرغم من التحالف السابق بين ألمانيا والاتحاد السوفيتي قبل هذا التاريخ وأثناء حرب الشتاء بين الاتحاد السوفيتي وفنلندا عام 1940.
من جانبها، عملت دعايا الحلفاء على الترويج لفكرة انضمام فنلندا لمعسكر المحور بدءًا من عام 1941، إلا أن الأخيرة لم تكن من الأطراف الموقعة على الاتفاق الثلاثي لسبتمبر من عام 1940 بين ألمانيا وإيطاليا واليابان، وعلى الرغم من ذلك، استندت قوات الحلفاء لحقيقة انضمام فنلندا، مثل العديد من الدول الأخرى، كاليابان وإيطاليا وكذلك بعض الدول المحايدة مثل إسبانيا لحلف أدولف هتلر المناهض للكومنترن.
وبعدما وضعت الحرب أوزارها، أظهر الحلفاء تعاطفًا ملحوظًا في تقييمهم النهائي لوضع فنلندا أثناء الحرب، عكس ما شهده تقييمهم لوضع كلا من رومانيا والمجر، ويُرجع المؤرخون ذلك لما شهدته فنلندا خلال المنعطف الأخير للقرن التاسع عشر من محاولة ترويس البلاد، مرورًا بالحرب الأهلية، وانتهاءًا بدعم فنلندا للشأن الفرنسي البريطاني في الحرب الأهلية الروسية.
ومع انطلاق العمليات على الجبهة الشرقية للحرب العالمية الثانية، أعلن الزعيم الألماني، أدولف هتلر، أن ألمانيا على وفاق مع فنلندا، إلا أن الحكومة الفنلندية في ذلك الوقت عمدت إلى توضيح موقفها من العمليات العسكرية الجارية، حيث وصفت نفسها بالمحارب غير المشارك، حتى بدأت القوات السوفيتية بقصف المدن داخل العُمق الفنلندي، مما أدى لتحول البلاد والرأي االعام من السياسية الحيادية للمشاركة في الحرب ضد الاتحاد السوفيتي.

#### الدعم الفنلندي للمجهود الحربي الألماني
تعددت أشكال التعاون الفنلندي الألماني خلال الحرب العالمية الثانية، وما ترتّب على هذا التعاون من نتائج سلبية على فنلندا خلال الحرب، الأمر الذي أدى لوصف فنلندا بالشريك الحربي لألمانيا النازية؛ ومن مظاهر هذا التعاون:
1. مشاركة البحرية الفنلندية للكريغسمارينه في زراعة الألغام في خليج فنلندا قبل انطلاق عملية بارباروسا، الأمر الذي أدّى لمحاصرة أسطول البلطيق وتحويل بحر البلطيق وخليج بوثنيه فعليًا إلى مياه إقليمية ألمانية تم بداخليها عمليات تدريب للغواصات والمدمرات الألمانية دون خوف من اعتراض القطع الحربية السوفيتية لها، كذلك، تأمين طرق التجارة البحرية الفنلندية.
2. السماح لألمانيا بتجنيد وحدات من الفنلنديين، والتي شاركت تحت لواء القيادة الألمانية المباشرة في عمليات عسكرية بعيدة عن الحدود السوفيتية الفنلندية، جدير بالذكر أن القوات الألمانية قامت بتجنيد وحدات مماثلة من دول غير مشاركة في الحرب، كالسويد وإسبانيا، وذلك بعد استسلام إيطاليا عام 1943.[2]
3. تنسيق الهجوم الفنلندي الاستباقي ضد الاتحاد السوفيتي خلال حرب الاستمرار، والذي جاء بالتزامن مع الاجتياح الألماني للأراضي السوفيتية خلال عملية بارباروسا.
4. إعادة غزو البرزخ الكاريلي من قِبل القوات الفنلندية، كذلك احتلال كاريليا الشرقية، مما ساهم في تسهيل عملية حصار لينينغراد، كما قامت القوات الفنلندية بمنع وصول قوافل الإمداد والتموين للمدينة المُحاصرة، علاوة على تكوين أسيطيل بحيرة لادوغا والذي ضم وحدات عاملة من البحرية الفنلندية عملت على قطع خط الإمداد السوفيتي.
5. انطلاق فيالق ألمانية لغزو الاتحاد السوفيتي من لابلاند الفنلندية، كذلك دعم وحدات من الجيش والقوات الجوية الألمانية للجيش الفنلندي خلال المعرك الحاسمة بالبرزخ الكاريلي، علاوة على تنفيذ العديد من العمليات الفنلندية الألمانية المشتركة على الجبهة الفنلندية، مما أتاح التقدّم للقوات الفنلندية داخل العُمق السوفيتي والاستيلاء على أراضٍ تفوق حجم الأراضي التي انتزعها الاتحاد السوفيتي خلال حرب الشتاء، حيث وصلت القوات الفنلندية لشواطئ بحيرة أونيغا قبل نجاحها في اجتياز نهر سفير في محاولة للانضمام للقوات الألمانية.
6. إعلان المملكة المتحدة الحرب على فنلندا في 6 ديسمبر 1941.
7. إمداد ألمانيا لفنلندا بشتى أنواع الأسلحة، بدءاً من أطقم الملابس والخوذ وحتى الدبابات والمدافع الهجومية، في المقابل أمدّت فنلندا ألمانيا بكميات هائلة من المعادن النفيسة كالنيكل.
8. تسليم فنلندا لثمانية من اليهود بناءاً على الأوامر الصادرة من أرنو أنطوني، رئيس الشرطة أنذاك، وهو الأمر الذي اعتذر عنه بآفو ليبونن، رئيس وزراء فنلندا رسميًا عام 2000، كما قامت فنلندا بتسليم 76 سجينًا سياسيًا وما بين 2,600 و2,800 أسير حرب من جنسيات مختلفة للقوات الألمانية في مقابل استعادة 2,100 أسير حرب فنلندي من أيدي القوات الألمانية.
9. من جانبها، لم تعمل فنلندا على التمييز ضد اليهود، حيث تذكر المصادر مشاركة عناصر يهودية ضمن القوات الفنلندية، 204 خلال حرب الشتاء وقرابة 300 خلال حرب الاستمرار، كما رفض المارشال مانرهايم طلب هاينريش هيملر بترحيل اليهود لمعسكرات الاعتقال، كما يذكر موقع ياد فاشيم وفاة 22 جندي من اليهود الفنلنديين، لقوا حتفهم في الهولوكوست، كما نال ثلاث ضباط من اليهود الفنلنديين، أحدهم سيدة تُدعى لوتا سفارد وسام الصليب الحديدي الألماني إلا أن جميعهم رفضوا استلام الوسام.